# Pouf

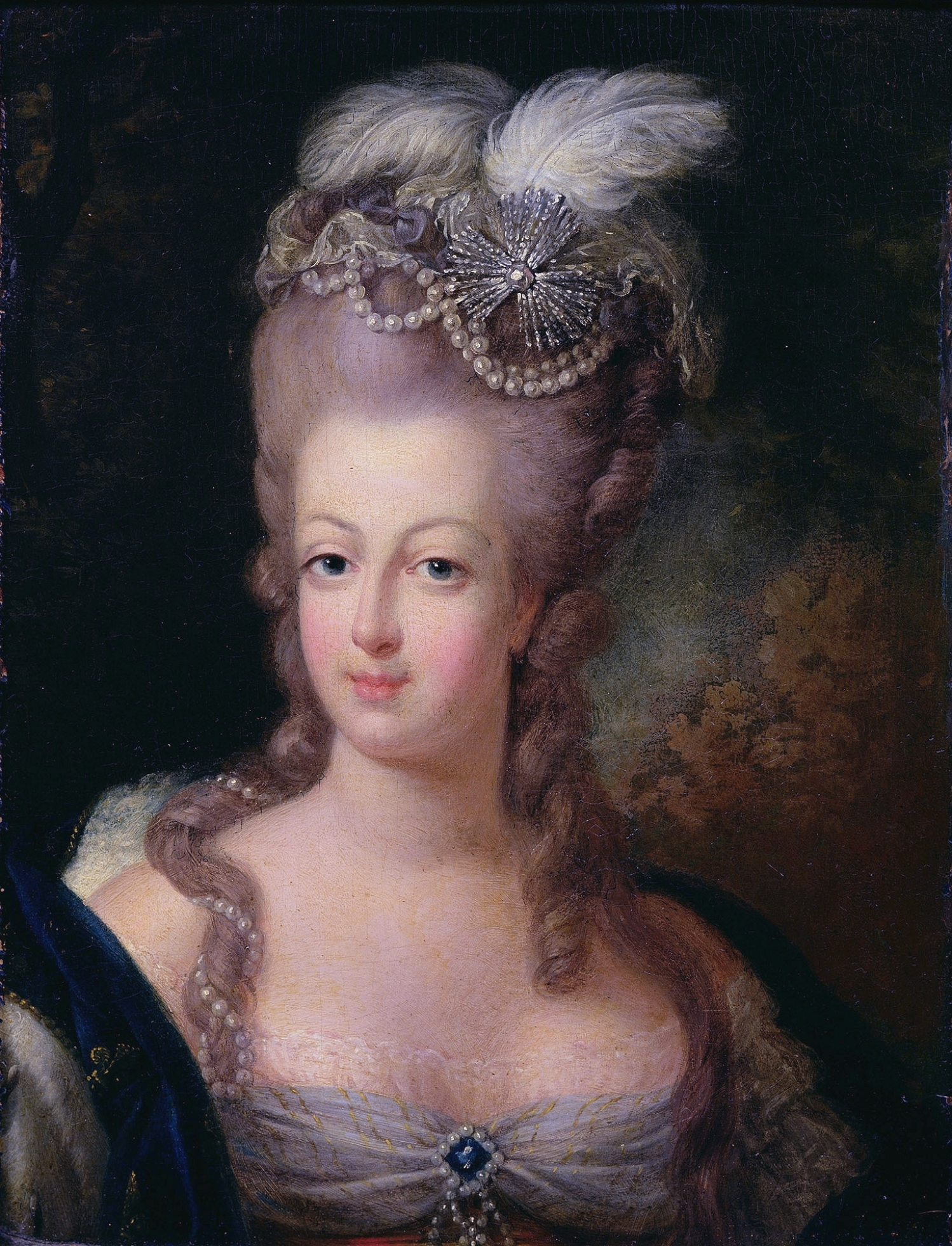
La reina María Antonieta. Anónimo (1775), Museo Antoine Lécuyer. La Reina es mostrada llevando un pouf creado por su peluquero, Léonard Autié.

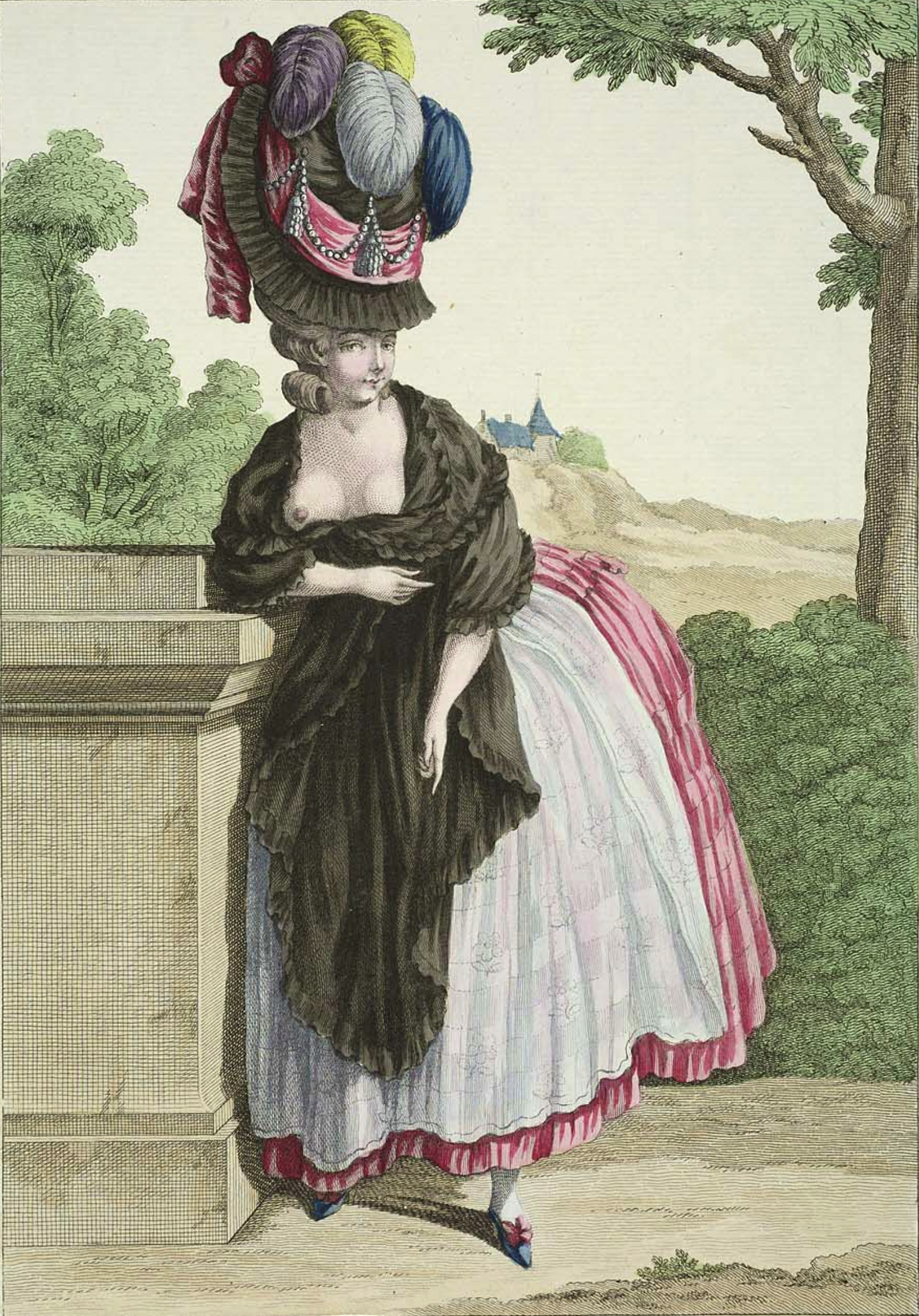
Ilustración por Claude-Louis Desrais (1778).

El pouf o puf, también "toque" (literalmente, cojín grueso) fue un estilo de peinado y soporte para el cabello popular en la Francia del siglo XVIII. Fue popularizado por la reina María Antonieta (1755–1793), cuando lo lució en junio de 1775 en la ceremonia de coronación de su marido Luis XVI, provocando una oleada de jóvenes damas francesas llevando su cabello de la misma manera.

## Principio y evolución
El creador del peinado fue el peluquero de la reina, Léonard Autié. En abril de 1774, lo lució por primera vez con Le Pouf Sentimental la duquesa de Chartres en la Ópera. El peinado de la duquesa era inmenso; 14 metros de gasa envueltos alrededor de una torre así como dos figuras que representaban a su hijo el duque de Chartres, un bebé en brazos de su niñera, con un paje africano (particularmente favorito de la duquesa) a sus pies. Un loro y un plato de cerezas también se incluyeron.
Se extendió de inmediato entre las mujeres nobles y de clase alta en Francia. Era altamente creativo y artístico y las mujeres literalmente podían usarlo según su estado de ánimo mediante ornamentos y decoraciones estratégicamente colocados. Barcos, animales, lazos y centenares de otros elementos novedosos podían ser vistos en estos poufs. Otras decoraciones incluían las habituales perlas, sombreros/tocados, joyas para el cabello, y plumajes, como plumas de avestruz.
Pronto se hizo popular en otros países de Europa y el Reino Unido, donde Georgiana Cavendish, duquesa de Devonshire, se hizo notablemente famosa por su cabello. A partir de 1789, con el estallido de la Revolución francesa, el pouf se convirtió en un arma política para las mujeres que apoyaban la revolución, al declararle la guerra a la moda más popular de su antigua reina.
Cuando el siglo XVIII llegó a su fin, y al inicio del siglo XIX, surgieron nuevas modas para el cabello y el pouf, después de la ejecución de María Antonieta, pasó a la historia. El pouf regresaría en cierto modo en los años 60 del siglo XX cuando se hizo popular el estilo más moderno "colmena", revivido a principios del siglo XXI por estrellas como Dusty Springfield, Cilla Black, y Amy Winehouse.

## Estilo
El pouf era un estilo capilar elaborado y lento que consumía horas en su creación. Para crear la base, se colocaba encima de la cabeza un fino armazón de alambre, o bien un cojín triangular, o varios, (pouf, toque) como soporte. Sobre ese marco se extendía entonces el cabello pomado así como postizos, habitualmente de crin de caballo. Tanto el cabello natural como el falso se enrollaba más o menos en bucles o tirabuzones (según el estilo concreto), con rulos de arcilla calentados forrados con tiras de papel fino; una vez modelado y recogido, se terminaba empolvándolo con polvos de arroz blanco o gris, y se procedía a colocar la decoración.
"En aquel tiempo [1780] todo el mundo llevaba polvo y pomada; una cojín triangular grande llamado puf, sobre el que el cabello era alzado con tres o cuatro rizos enormes a cada lado; cuanto más alta la pirámide de cabello, gasa, plumas, y otros ornamentos se llevara más a la moda se pensaba, y tal era el trabajo empleado que los gorros de noche se alargaron en similares proporciones para cubrir el cabello inmensamente recogido con alfileres negros, dobles y solos, polvos, pomatum y todo a punto para el día siguiente. Creo que recuerdo haber oído que veinticuatro alfileres grandes no eran en modo alguno un número inusual para acostarse con vuestra cabeza" (The Journal of Mary Frampton: del año 1779, hasta el año 1846. S. Low, Marston, Searle, & Rivington, 1885)
Un peinado alto básico tampoco requería demasiado tiempo. Un estilo sin decoraciones y de 30 cm de altura se confeccionaba en quince minutos. "Las damas del siglo XVIII en lugar de lavar el pelo con agua y jabón, extendían una capa de pomada con los dedos sobre el cabello, añadían polvos, y entonces peinaban y cepillaban enérgicamente. Terminaban con la aplicación de más polvos de arroz, que daba el aspecto mate y grisáceo o blanco de moda, (más claro cuanto más lo fuera el cabello natural). 
Podía aumentarse el volumen mediante rodillos (almohadillas en forma de salchicha) y más cojines. Eran de lana rellena de borra (corcho desmenuzado) o lana en vellón, a veces de plumón. El cabello encima estirado, arrollado, podía incluir trenzas o rizos falsos."

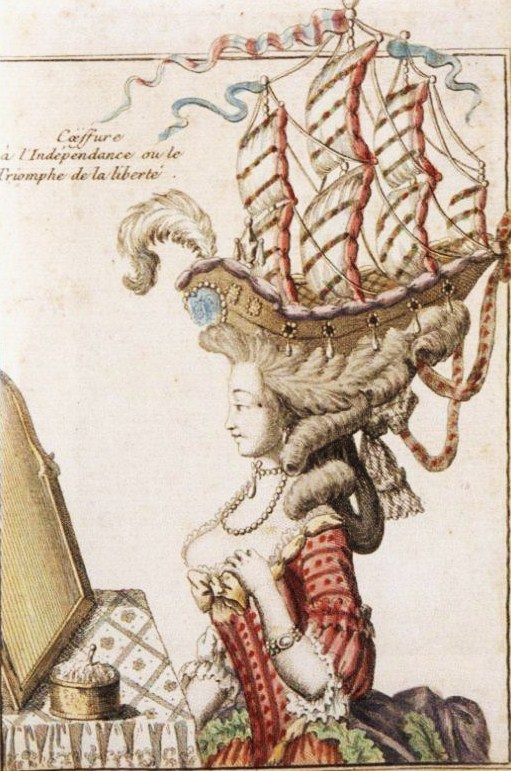
El pouf Le Belle Poule, mostrando ese navío de guerra. Caricatura de 1780.

## Pomada,pomatum, crema para el cabello
Una receta común para una pomada para el cabello:
"Tome un poco de médula de ternera y retire todos los trozos de piel y hueso. Póngala en una olla con un poco de aceite de avellana y revuelva bien. Agregue un poco más de aceite de vez en cuando hasta que esté completamente licuado. Añada un poco de esencia de limón. La grasa de oso puede ser un sustituto de la médula de hueso."
Otra receta para un pomatum en The Toilet of Flora de 1772 consiste en grasa de cordero y manteca de cerdo con esencia de limón y aceite de clavo, para ser guardado en un tarro. El aceite de clavo es un repelente natural de pulgas y garrapatas.
La grasa mejor y más cara para la 'pommade' era la manteca de cerdo, debido a su olor suave.

## Altura
La altura variaba, generalmente desde unos moderados 30 cm a tanto como 60 cm. La altura de estos estilos era generalmente 1 a 1 1/2 veces la longitud de la cara, y se consideraba que tenía forma de pirámide (también se parece mucho a un globo de aire caliente). Fue blanco despiadado de los caricaturistas de la época.
En 1775, la emperatriz María Teresa de Austria escribió a su hija la reina María Antonieta:
"Tampoco puedo evitar tocar un punto que muchos de los papeles me repiten demasiado a menudo: es el peinado que usas. Dicen que desde las raíces mide 36 pouces [= 91,44 cm] de alto y con todas las plumas y cintas sosteniéndolo arriba! Sabes que siempre he sido de la opinión que uno tendría que seguir la moda con moderación, pero nunca llevarla en exceso. Una reina joven y bonita llena de encantos no tiene ninguna necesidad de todas estas locuras. Al contrario. Un peinado sencillo le queda mejor y es más apropiado para una reina. Ella debe establecer el tono, y todos se apresurarán en seguir incluso sus errores más pequeños..."
En 1776 María Antonieta llevaba un peinado tan alto, que las plumas debían ser retiradas, para conseguir entrar en el carruaje, y vueltas a colocar al bajar.

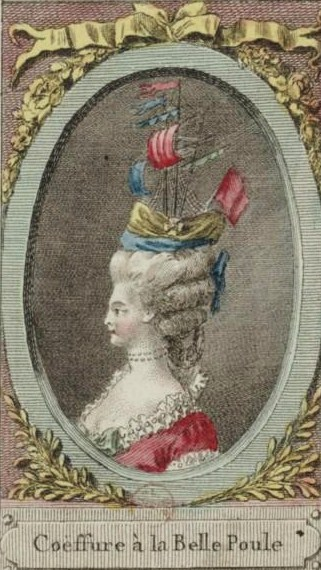
El Pouf Le Belle Poule, en un grabado realista. 1780.

También se ha escrito, que los peinados acabaron siendo tan altos que las damas se arrodillaban o sentaban en el suelo de los carruajes y que semejantes peinados torre se ponían en peligro cerca de candelabros, pero en su libro "Marie Antoinette's Head: The Royal Hairdresser, the Queen, and the Revolution" el autor Bashor no da referencia o evidencia contemporáneas de ello. Aun así, hay caricaturas contemporáneas de mujeres en carruajes con enormes peinados.

## Cuidado
El peinado se mantenía sobre una semana o dos, hasta que ya no era higiénico (debido a la pomade) o ya no podía mantener su forma, y entonces sencillamente se soltaba el cabello, se lavaba y se rehacía el peinado de nuevo. Cubierto con grasa animal y polvos mezclados de arroz y harina de trigo, el cabello se volvía rancio y a menudo atraería parásitos - aparentemente el origen del dicho "su cabello es un 'nido de ratas' "
A las damas de la corte en particular les resultaba difícil mantener constantemente tal moda extravagante. Para procurar que los peinados duraran lo más posible sin arruinarse, llevaban el 'calash', una especie de gran cofia, que lo protegía del viento, la suciedad y la lluvia.
Cuando dormían añadirían dos o tres almohadas para mantener la cabeza erguida y proteger el peinado. Se tenía gran cuidado de agacharse al pasar por puertas o entrar en carruajes, por la misma razón.

## Coste
Las damas más ricas podían cambiar más de modelo debido al coste de la técnica y los materiales; Se decía que María Antonieta tenía un peinado diferente cada día, diseñado por su modista Rose Bertin y su peluquero favorito Léonard Autié. La condesa Goyon de Matignon, conocida como Madame de Matignon le dio al peluquero Le sieur Beaulard 24.000 libras al año para peinar su cabello en una manera diferente todos los días del año. La duquesa de Chartres ordenó un lote de penachos de Génova por un precio de 50.000 libras. Una peluca de chignon hecha para la cantante de ópera Antoinette Saint-Huberty (Saint-Huberti) costó 232 libras.
En 1781 un peinado de boda costó 48 libras, un peinado para el día después de la boda 24 libras, y un peinado para los días siguientes 6 libras.

## En la cultura popular

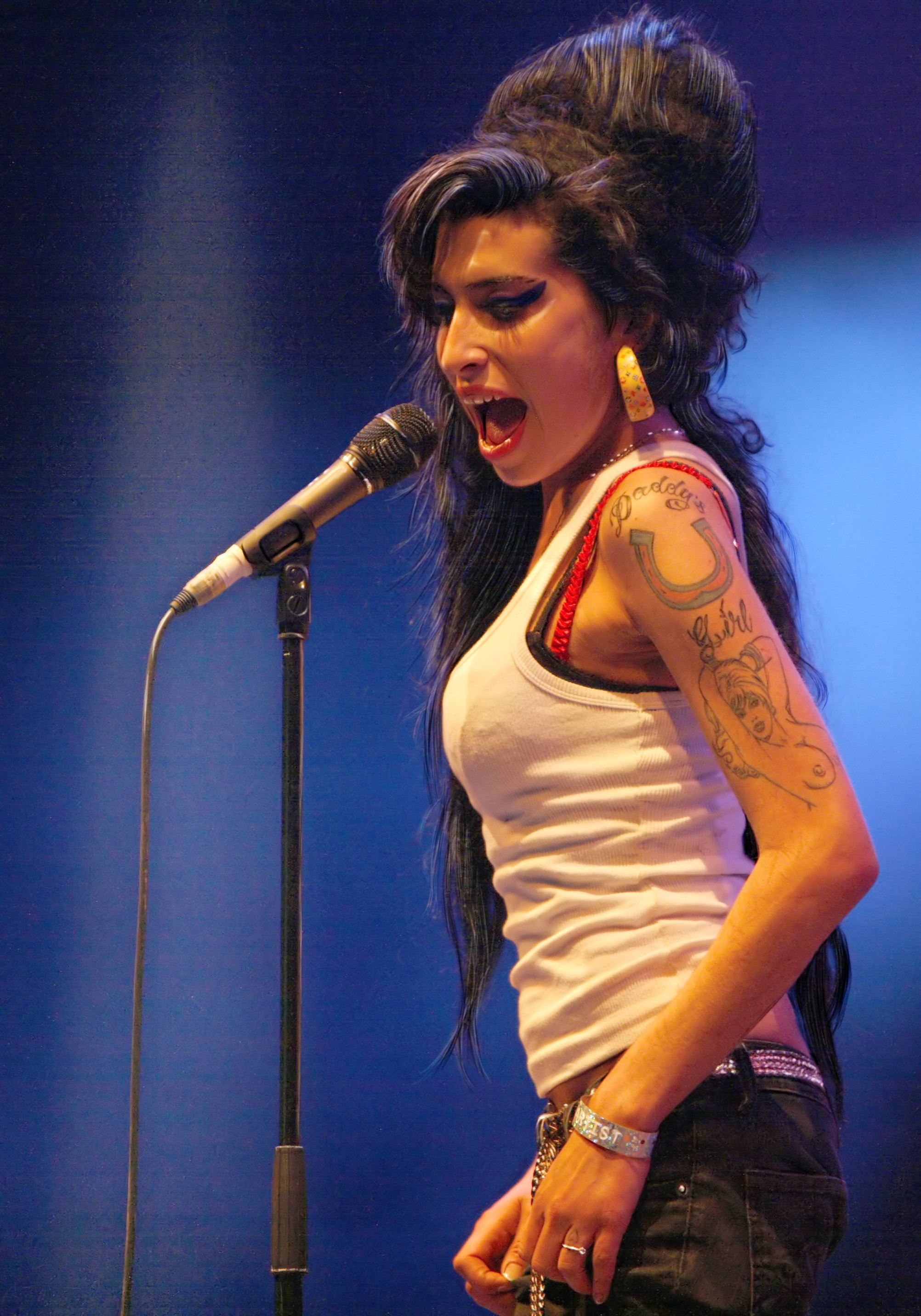
Amy Winehause.

Hubo un breve resurgimiento del pouf en los años 1960 en la forma de los peinados colmena. Hoy la influencia del pouf puede ser visto en peinados de boda, graduación, formales y comerciales con el cabello tenso y alto.
La personalidad televisiva estadounidense Nicole "Snooki" Polizzi portó un pouf en 2009 en la primera temporada de Jersey Shore. La película María Antonieta en 2006 de Sofia Coppola también mostró una moderna adaptación del estilo pouf así como en la película La duquesa en 2008, ambas películas retratando poufs decorados con penachos de plumas. Amy Winehouse era famosa por su peinado "Colmena", con otras cantantes como la artista británica Adele también siguiendo la tendencia. “The Pouf” es también el apodo de la personalidad de las redes sociales, Christina Grasso.